# Валентин, Оскар
О́скар Валенти́н Марти́н Луэ́нго (исп. Óscar Valentín Martín Luengo; родился 20 августа 1994 года; Ахофрин, Кастилия-Ла-Манча, Испания) — испанский футболист, полузащитник «Райо Вальекано».

## Клубная карьера
Оскар Валентин является воспитанником Райо Махадаонда. В 2013 году Оскар Валентин перешёл в «Алькобендас». В сезоне 2013/14 сыграл 35 матчей, где забил 5 мячей.
В 2014 году Оскар Валентин перешёл в «Райо Вальекано B». Через месяц был отдан в аренду обратно в «Алькобендас». В аренде сыграл 32 матча, где забил 2 мяча. Вернувшись из аренды, Оскар Валентин сыграл 17 матчей где забил гол.
В 2016 году перешёл обратно в «Алькобендас». В сезоне 2016/2017 сыграл 34 матча, где забил гол.
В 2017 году на правах свободного агента перешёл в «Райо Махадаонда». За клуб дебютировал в матче против «Реал Мадрид Кастилья». Свой единственный гол за клуб Оскар Валентин забил в ворота «Альбасете». Всего за «Райо Махадаонда» Валентин сыграл 75 матчей, где забил гол и отдал 3 голевые передачи.
В 2019 году на правах свободного агента перешёл в «Райо Вальекано». За клуб дебютировал в матче против «Мирандеса». В сезоне 2020/2021 вместе с командой через плей-офф повысились в Ла Лигу.

## Достижения

### Райо Вальекано
- Победитель плей-офф: 2020/21